# Katastrofa lotu Bhoja Air 213
Katastrofa lotu Bhoja Air 213 wydarzyła się 20 kwietnia 2012 roku w Pakistanie. Boeing 737-236 linii Bhoja Air, lecący z Karaczi do Islamabadu, rozbił się w trakcie podejścia do lądowania. W wyniku katastrofy zginęło 127 osób (wszyscy na pokładzie).

## Samolot
Katastrofie uległ Boeing 737-236 (numer seryjny: 23167) wyprodukowany w 1980 roku i dostarczony do British Airways. Maszyna należała później do Comair. Do Bhoja Air trafiła w 2012 roku. Feralnego dnia, kapitanem Boeinga był Noorullah Afridi, a drugim pilotem był Javed Malik.

## Przebieg wydarzeń
Samolot rozbił w trakcie podejścia do lądowania na lotnisku w Islamabadzie, o 18:50 lokalnego czasu w odległości 10 kilometrów od lotniska, na wschód od początku głównej drogi startowej 30, około 3 km od wioski Jinnah Garden. Według nieoficjalnych danych zginęły 127 lub 131 osób (w tym cała, sześcioosobowa załoga).

## Narodowości ofiar katastrofy
| Kraj              | Pasażerowie | Załoga | Razem |
| ----------------- | ----------- | ------ | ----- |
| Pakistan          | 120         | 6      | 126   |
| Stany Zjednoczone | 1           | -      | 1     |
| Razem             | 121         | 6      | 127   |

- Źródło:[2].